# Jerome Barry
Pour les articles homonymes, voir Jerome Barry (chanteur) et Barry.
Jerome Barry, né le 15 janvier 1894, dans le quartier de Brooklyn, à New York, et mort le 1er novembre 1975 sur l'île de Manhattan, à New York, est un poète, romancier et nouvelliste américain, auteur de nombreuses nouvelles policières (avec pour héros le serveur de sodas Chick Varney) et de science-fiction. Il a également écrit sous le pseudonyme de Jerry Benedict.

## Œuvre

### Romans

#### Sous le nom de Jerome Barry
- Murder with Your Malted (1941)
- Leopard Cat's Cradle (1942)
- Lady of Night (1944)
- Extreme license (1958) Publié en français sous le titre Extrême licence, Paris, Presses de la Cité, coll. « Un mystère » no 504, 1959
- Fall guy (1960)
- Malignant stars (1960)
- Strange relations (1962) Publié en français sous le titre Relations coupables, Paris, Presses de la Cité, coll. « Un mystère » no 687, 1963

#### Sous le pseudonyme de Jerry Benedict
- The Bronze Door (mai 1933)

### Nouvelles
- Stinging Waters (octobre 1925)
- The Reason Why (août 1930)
- The Fourth Degree (avril 1932)
- Underground (mai 1932)
- Last Words (juin 1932)
- Awaiting Orders (juillet 1932)
- The Avenging Intruder (avril 1933)
- Branded (juillet 1933)
- One Bad Turn (novembre 1933)
- Contrast (janvier 1934)
- Let’s Have Less Imagination (janvier 1934)
- Mr. Bowler’s Specialty (février 1934)
- Heave the Capstan Here and There (avril 1934)
- Bankers Always Say No (janvier 1935)
- You Have to Get Tough! (mai 1936)
- May I Borrow Your Piano? (juillet 1936)
- Perfume (mars 1937)
- Hard (mars 1937)
- The Overnight Bag (avril 1937)
- Hate Is a Bullet (juin 1937)
- The Jeep (juillet 1938)
- Soda Poppers Can Take It (septembre 1938)
- Second Man (avril 1939)
- Mutiny at the Soda Counter (avril 1940)
- No. 1 Hero (juillet 1941)
- Double Talk (mars 1943)
- Absolute Pitch (septembre 1944)
- The Sergeant and the Sandwich Cutter (décembre 1944)
- Inventory (avril 1946)
- Bless This House (janvier 1949)
- Ice Storm (janvier 1953)
- The Milk of Paradise (1953) Publié en français sous le titre Lait du Paradis, dans Fiction no 9, 1954
- Keep Away from My Wife! (mars 1954)
- Collector's Item (1955)

### Poèmes
- Ladies and Men (1923)
- The Tragical Tale of the Crinoline Dolly (février 1925)
- If Ever (juin 1925)
- The Saving Grace (mai 1926)
- Work and Play (juin 1927)
- To a Jovial Friend (juin 1930)
- To My Biographers (septembre 1930)
- Ex to the Nth (septembre 1930)
- Compensation (octobre 1930)
- And a Shampoo? (septembre 1935)
- A Word of Warning (décembre 1935)
- Swing Hey! Swing Ho! (novembre 1936)
- Dealer’s choice (décembre 1936)
- Dedication to a Bride (janvier 1937)
- Confessions of a Back-Tracker (février 1937)
- More Fun! (mars 1937)
- I’m a Glutton for Sunishment (août 1937)
- Football a la Radio (octobre 1937)
- Confessions of a Cue-Misser (novembre 1937)
- Fashion Note for Ski Enthusiasts (janvier 1938)
- Retribution (janvier 1938)
- Made One (février 1938)
- Spring Philosophy (avril 1938)
- Ask Me even One (juillet 1938)
- Life Begins at— (août 1938)
- Examination (décembre 1938)

### Humour et autres histoires courtes
- Non-Start Record Smashed (octobre 1930)
- A Christmas Book Review (décembre 1930)
- Deciphered (décembre 1930)
- Even Stephen (avril 1932)
- A Mild Sensation (juillet 1935)
- The Movie Magnate Orders Lunch (novembre 1937)
- Isn’t It a Shade? (mars 1938)
- A Problem in Discounting (mars 1938)
- The Diamond Becomes a Gridiron (avril 1938)
- The Ox Whip (décembre 1944)
- The Earth Holds No Hiding Place (avec Thomas M. Johnson) (décembre 1953)